# B in the Mix: The Remixes
B in the Mix: The Remixes là album phối lại đầu tiên của ca sĩ người Mỹ Britney Spears, phát hành ngày 22 tháng 11 năm 2005 bởi Jive Records. Đây là tập hợp những bản phối lại từ nhiều bài hát nằm trong bốn album phòng thu đầu tiên của Spears —...Baby One More Time (1999), Oops!... I Did It Again (2000), Britney (2001) và In the Zone (2003), cũng như bản phối lại của "Someday (I Will Understand)" và bản nhạc chưa từng phát hành trước đó "And Then We Kiss". B in the Mix: The Remixes có sự tham gia của nhiều nhà sản xuất như Peter Rauhofer, Justice, Bill Hamel, Stuart Price, Dave Audé, Junkie XL, Valentin, Jason Nevins, Nick Fiorucci, Taras Harkavyi, Davidson Ospina và Hex Hector, để tạo nên một đĩa nhạc EDM chịu nhiều ảnh hưởng của ambient và techno.
Sau khi phát hành, B in the Mix: The Remixes nhận được những phản ứng trái chiều từ các nhà phê bình âm nhạc, một số gọi đây là một tác phẩm phối lại hay, nhưng cũng vấp phải chỉ trích bởi chất giọng yếu trong album. Về mặt thương mại, B in the Mix: The Remixes đạt vị trí thứ tư trên bảng xếp hạng Dance/Electronic Albums và thứ 134 trên Billboard 200 tại Hoa Kỳ, đồng thời lọt vào bảng xếp hạng ở Bỉ, Nhật Bản và Ý. Mặc dù không được quảng bá rầm rộ như những album trước của Spears, bản phối lại của "And Then We Kiss" được phát hành dưới dạng đĩa đơn quảng bá duy nhất tại Châu Đại Dương vào ngày 31 tháng 10 năm 2005. Phần tiếp theo của album B in the Mix: The Remixes Vol. 2, được phát hành vào ngày 7 tháng 10 năm 2011.

## Danh sách bài hát
| B in the Mix: The Remixes – Bản tiêu chuẩn | B in the Mix: The Remixes – Bản tiêu chuẩn                    | B in the Mix: The Remixes – Bản tiêu chuẩn                                                                    | B in the Mix: The Remixes – Bản tiêu chuẩn      | B in the Mix: The Remixes – Bản tiêu chuẩn |
| STT                                        | Nhan đề                                                       | Sáng tác | Sản xuất                                        | Thời lượng                                 |
| ------------------------------------------ | ------------------------------------------------------------- | --- | ----------------------------------------------- | ------------------------------------------ |
| 1.                                         | "Toxic" (Peter Rauhofer Reconstruction Mix Edit)              | Cathy Dennis Christian Karlsson Pontus Winnberg Henrik Jonback                                                | Bloodshy & Avant Peter Rauhofer [a]             | 6:46                                       |
| 2.                                         | "Me Against the Music" (Justice Remix) (hợp tác với Madonna)  | Britney Spears Madonna C. "Tricky" Stewart Thabiso "Tab" Nikhereanye Penelope Magnet Terius Nash Gary O'Brien | Trixster Magnet [b] Justice [a]                 | 4:01                                       |
| 3.                                         | "Touch of My Hand" (Bill Hamel Remix)                         | Spears Jimmy Harry Balewa Muhammad Shep Solomon                                                               | Harry Solomon Bill Hamel [a] Barry Jamieson [a] | 5:19                                       |
| 4.                                         | "Breathe on Me" (Jacques Lu Cont's Thin White Duke Mix)       | Stephen Lee Steven Anderson Lisa Greene                                                                       | Mark Taylor Stuart Price [a]                    | 3:55                                       |
| 5.                                         | "I'm a Slave 4 U" (Dave Audé Slave Driver Mix)                | Chad Hugo Pharrell Williams                                                                                   | The Neptunes Dave Audé [a]                      | 5:51                                       |
| 6.                                         | "And Then We Kiss" (Junkie XL Remix)                          | Spears Taylor Paul Barry                                                                                      | Taylor Junkie XL [a]                            | 4:27                                       |
| 7.                                         | "Everytime" (Valentin Remix)                                  | Spears Annette Stamatelatos                                                                                   | Guy Sigsworth Valentin [a]                      | 3:25                                       |
| 8.                                         | "Early Mornin'" (Jason Nevins Remix)                          | Spears Moby Stewart Magnet                                                                                    | Moby Trixster [c] Magnet [c] Jason Nevins [a]   | 3:38                                       |
| 9.                                         | "Someday (I Will Understand)" (Hi-Bias Signature Radio Remix) | Spears | Sigsworth Nick Fiorucci [a] Taras Harkavyi [a]  | 3:46                                       |
| 10.                                        | "...Baby One More Time" (Davidson Ospina 2005 Remix)          | Max Martin | Martin Rami Davidson Ospina [a]                 | 4:38                                       |
| 11.                                        | "Don't Let Me Be the Last to Know" (Hex Hector Club Mix Edit) | Robert John "Mutt" Lange Shania Twain Keith Scott                                                             | Lange Hex Hector [a] Dezrok [a]                 | 8:15                                       |
| Tổng thời lượng:                           | Tổng thời lượng:                                              | Tổng thời lượng:                                                                                              | Tổng thời lượng:                                | 54:01                                      |

| B in the Mix: The Remixes – Bản tại Vương quốc Anh (bản nhạc bổ sung) | B in the Mix: The Remixes – Bản tại Vương quốc Anh (bản nhạc bổ sung) | B in the Mix: The Remixes – Bản tại Vương quốc Anh (bản nhạc bổ sung) | B in the Mix: The Remixes – Bản tại Vương quốc Anh (bản nhạc bổ sung) | B in the Mix: The Remixes – Bản tại Vương quốc Anh (bản nhạc bổ sung) |
| STT                                                                   | Nhan đề                                                               | Sáng tác                                                              | Sản xuất                                                              | Thời lượng                                                            |
| --------------------------------------------------------------------- | --------------------------------------------------------------------- | --------------------------------------------------------------------- | --------------------------------------------------------------------- | --------------------------------------------------------------------- |
| 12.                                                                   | "Stronger" (Mac Quayle Mixshow Edit)                                  | Martin Rami                                                           | Martin Rami Mac Quayle [a]                                            | 5:21                                                                  |
| 13.                                                                   | "I'm Not a Girl, Not Yet a Woman" (Metro Remix)                       | Martin Rami Dido                                                      | Martin Rami M. Taylor [a] Jeff Taylor [a]                             | 5:25                                                                  |
| Tổng thời lượng:                                                      | Tổng thời lượng:                                                      | Tổng thời lượng:                                                      | Tổng thời lượng:                                                      | 64:34                                                                 |

| B in the Mix: The Remixes – Bản tại Nhật Bản (bản nhạc bổ sung) | B in the Mix: The Remixes – Bản tại Nhật Bản (bản nhạc bổ sung) | B in the Mix: The Remixes – Bản tại Nhật Bản (bản nhạc bổ sung) | B in the Mix: The Remixes – Bản tại Nhật Bản (bản nhạc bổ sung) | B in the Mix: The Remixes – Bản tại Nhật Bản (bản nhạc bổ sung) |
| STT                                                             | Nhan đề                                                         | Sáng tác                                                        | Sản xuất                                                        | Thời lượng                                                      |
| --------------------------------------------------------------- | --------------------------------------------------------------- | --------------------------------------------------------------- | --------------------------------------------------------------- | --------------------------------------------------------------- |
| 14.                                                             | "Someday (I Will Understand)" (Gota Remix) (hợp tác với MCU)    | Spears                                                          | Sigsworth                                                       | 4:42                                                            |
| Tổng thời lượng:                                                | Tổng thời lượng:                                                | Tổng thời lượng:                                                | Tổng thời lượng:                                                | 69:36                                                           |

| B in the Mix: The Remixes – Bản cao cấp trên iTunes Store (bản nhạc bổ sung) | B in the Mix: The Remixes – Bản cao cấp trên iTunes Store (bản nhạc bổ sung) | B in the Mix: The Remixes – Bản cao cấp trên iTunes Store (bản nhạc bổ sung) | B in the Mix: The Remixes – Bản cao cấp trên iTunes Store (bản nhạc bổ sung) | B in the Mix: The Remixes – Bản cao cấp trên iTunes Store (bản nhạc bổ sung) |
| STT                                                                          | Nhan đề                                                                      | Sáng tác                                                                     | Sản xuất                                                                     | Thời lượng                                                                   |
| ---------------------------------------------------------------------------- | ---------------------------------------------------------------------------- | ---------------------------------------------------------------------------- | ---------------------------------------------------------------------------- | ---------------------------------------------------------------------------- |
| 12.                                                                          | "Toxic" (Peter Rauhofer Reconstruction Mix Radio Edit)                       | Dennis Karlsson Winnberg Jonback                                             | Bloodshy & Avant Rauhofer [a]                                                | 4:30                                                                         |
| 13.                                                                          | "Touch of My Hand" (Bill Hamel Dub)                                          | Spears Harry Muhammad Solomon                                                | Harry Solomon Hamel [a] Jamieson [a]                                         | 7:17                                                                         |
| 14.                                                                          | "I'm a Slave 4 U" (Dave Audé Slave Driver Extended Mix)                      | Hugo Williams                                                                | The Neptunes Audé [a]                                                        | 7:05                                                                         |
| Tổng thời lượng:                                                             | Tổng thời lượng:                                                             | Tổng thời lượng:                                                             | Tổng thời lượng:                                                             | 72:53                                                                        |

## Key Cuts from Remixed
Để quảng bá cho B in the Mix: The Remixes, trước ngày phát hành album, Jive Records phát hành EP "Key Cuts from Remixed", bao gồm một số bài hát trong album.
Để quảng bá cho B in the Mix: The Remixes, Jive Records phát hành một đĩa mở rộng vào tháng 9 năm 2005, bao gồm một số bản phối lại từ album. EP mang tên Key Cuts from Remixed, được gửi đến những DJ ở cả định dạng đĩa than 12" và CD.

### Danh sách bài hát
| Key Cuts from Remixed – Đĩa CD quảng bá | Key Cuts from Remixed – Đĩa CD quảng bá                      | Key Cuts from Remixed – Đĩa CD quảng bá                                                               | Key Cuts from Remixed – Đĩa CD quảng bá         | Key Cuts from Remixed – Đĩa CD quảng bá |
| STT                                     | Nhan đề                                                      | Sáng tác                                                                                              | Sản xuất                                        | Thời lượng                              |
| --------------------------------------- | ------------------------------------------------------------ | --- | ----------------------------------------------- | --------------------------------------- |
| 1.                                      | "And Then We Kiss" (Junkie XL Remix)                         | Britney Spears M. Taylor Paul Barry                                                                   | M. Taylor Junkie XL [a]                         | 4:28                                    |
| 2.                                      | "Me Against the Music" (hợp tác với Madonna) (Justice Remix) | Spears Madonna C. "Tricky" Stewart Thabiso "Tab" Nikhereanye Penelope Magnet Terius Nash Gary O'Brien | Trixster Magnet [b] Justice [a]                 | 4:08                                    |
| 3.                                      | "Touch of My Hand" (Bill Hamel Remix)                        | Spears Jimmy Harry Balewa Muhammad Shep Solomon                                                       | Harry Solomon Bill Hamel [a] Barry Jamieson [a] | 5:20                                    |
| 4.                                      | "Toxic" (Peter Rauhofer Reconstruction Mix Edit)             | Cathy Dennis Christian Karlsson Pontus Winnberg Henrik Jonback                                        | Bloodshy & Avant Peter Rauhofer [a]             | 6:45                                    |
| 5.                                      | "Breathe on Me" (Jacques Lu Cont's Thin White Duke Mix)      | Stephen Lee Steven Anderson Lisa Greene                                                               | Mark Taylor Stuart Price [a]                    | 4:00                                    |
| Tổng thời lượng:                        | Tổng thời lượng:                                             | Tổng thời lượng:                                                                                      | Tổng thời lượng:                                | 24:41                                   |

| Key Cuts from Remixed –Đĩa than 12" thương mại | Key Cuts from Remixed –Đĩa than 12" thương mại | Key Cuts from Remixed –Đĩa than 12" thương mại | Key Cuts from Remixed –Đĩa than 12" thương mại | Key Cuts from Remixed –Đĩa than 12" thương mại |
| STT                                            | Nhan đề                                        | Sáng tác                                       | Sản xuất                                       | Thời lượng                                     |
| ---------------------------------------------- | ---------------------------------------------- | ---------------------------------------------- | ---------------------------------------------- | ---------------------------------------------- |
| 1.                                             | "Touch of My Hand" (Bill Hamel 12" Remix)      | Spears Harry Muhammad Solomon                  | Harry Solomon Hamel [a] Jamieson [a]           | 7:44                                           |
| 2.                                             | "Toxic" (Peter Rauhofer Reconstruction Mix)    | Dennis Karlsson Winnberg Jonback               | Bloodshy & Avant Rauhofer [a]                  | 7:58                                           |
| Tổng thời lượng:                               | Tổng thời lượng:                               | Tổng thời lượng:                               | Tổng thời lượng:                               | 15:42                                          |

| Key Cuts from Remixed – Đĩa than 12" quảng bá | Key Cuts from Remixed – Đĩa than 12" quảng bá                | Key Cuts from Remixed – Đĩa than 12" quảng bá          | Key Cuts from Remixed – Đĩa than 12" quảng bá | Key Cuts from Remixed – Đĩa than 12" quảng bá |
| STT                                           | Nhan đề                                                      | Sáng tác                                               | Sản xuất                                      | Thời lượng                                    |
| --------------------------------------------- | ------------------------------------------------------------ | ------------------------------------------------------ | --------------------------------------------- | --------------------------------------------- |
| 1.                                            | "Touch of My Hand" (Bill Hamel 12" Remix)                    | Spears Harry Muhammad Solomon                          | Harry Solomon Hamel [a] Jamieson [a]          | 7:44                                          |
| 2.                                            | "Me Against the Music" (hợp tác với Madonna) (Justice Remix) | Spears Madonna Stewart Nikhereanye Magnet Nash O'Brien | Trixster Magnet [b] Justice [a]               | 4:08                                          |
| 3.                                            | "Toxic" (Peter Rauhofer Reconstruction Mix)                  | Dennis Karlsson Winnberg Jonback                       | Bloodshy & Avant Rauhofer [a]                 | 7:58                                          |
| 4.                                            | "Breathe on Me" (Jacques Lu Cont's Thin White Duke Mix)      | Lee Anderson Greene                                    | Taylor Price [a]                              | 4:00                                          |
| Tổng thời lượng:                              | Tổng thời lượng:                                             | Tổng thời lượng:                                       | Tổng thời lượng:                              | 23:50                                         |

Ghi chú
- ^a  nghĩa là người phối lại và sản xuất bổ sung
- ^b  nghĩa là đồng sản xuất
- ^c  nghĩa là sản xuất giọng hát

## Xếp hạng
| Bảng xếp hạng (2005)                          | Vị trí cao nhất |
| --------------------------------------------- | --------------- |
| Album Bỉ (Ultratop Wallonie)                  | 99              |
| Album Ý (FIMI)                                | 59              |
| Album Nhật Bản (Oricon)                       | 25              |
| Album Hoa Kỳ Billboard 200                    | 134             |
| Album Hoa Kỳ Top Dance/Electronic (Billboard) | 4               |

| Bảng xếp hạng (2006)                           | Vị trí |
| ---------------------------------------------- | ------ |
| Hoa Kỳ Top Dance/Electronic Albums (Billboard) | 10     |

## Lịch sử phát hành
| Quốc gia | Ngày              | Phiên bản  | Định dạng   | Hãng đĩa  | Ct.    |
| -------- | ----------------- | ---------- | ----------- | --------- | ------ |
| Hoa Kỳ   | 22 tháng 11, 2005 | Tiêu chuẩn | CD          | Jive      | [ 13 ] |
| Hoa Kỳ   | 22 tháng 11, 2005 | Cao cấp    | Tải nhạc số | Jive      | [ 14 ] |
| Ý        | 25 tháng 11, 2005 | Tiêu chuẩn | CD          | Sony BMG  | [ 9 ]  |
| Pháp     | 28 tháng 11, 2005 | Tiêu chuẩn | CD          | Epic      | [ 15 ] |
| Nhật Bản | 30 tháng 11, 2005 | Tiêu chuẩn | CD          | BMG Japan | [ 3 ]  |
| Úc       | 5 tháng 12, 2005  | Tiêu chuẩn | CD          | Sony BMG  | [ 16 ] |